# Från värsting till skönhetsdrottning
Från värsting till skönhetsdrottning (originaltitel ASBO Teen to Beauty Queen) är en engelsk reality show från 2006 som gått på TV400. 

## Handling
I programmet ska en skönhetsdrottning ta sig an ett antal ungdomar som har hamnat snett, och förvandla dem till skönhetsdrottningar. Vinnaren får åka till Miss Teen International-tävlingen och representera England.
Michelle Fryatt är programledare och programmets domare.